# Vladimir Velebit
Vladimir Velebit (19. srpna 1907, Zadar – 29. srpna 2004, Záhřeb) byl jugoslávský komunistický politik, partyzán, právník a diplomat, původem z Chorvatska.

## Život
Byl synem srbského otce Ljubomira Velebita a slovinsko-chorvatské matky jménem. Olga Šeme. Rodina měla dlouhou vojenskou tradici. Jeho otec Ljubomir byl důstojníkem rakousko-uherské armády, během první světové války bojoval na ruské frontě a později se stal brigádním generálem v Královské jugoslávské armádě, zatímco Vladimírův dědeček z otcovy strany Dušan Velebit byl generálem rakouské armády, který se oženil s Elisabeth Marno von Eichenhorst, dcerou jiného rakouského generála Adolfa Marno von Eichenhorst. I Vladimírův pradědeček Ilija Velebit byl důstojníkem rakouské armády.
Jeho mužští předkové byli Srbové pocházející z vesnice Gornja Pastuša poblíž Petrinje v oblasti Banija, která byla součástí rakouské vojenské hranice. Byli přijati do rakouské armády a nakonec dosáhli vysokých hodností.
Vystudoval práva a živil se jako právník v chorvatské metropoli Záhřebu. Již během této doby navázal během svých stáží v jižním Srbsku kontakty s levicově orientovanými představiteli jugoslávského politického života, což ho dostalo do hledáčku tehdejšího královského režimu.
V roce 1939 se poprvé setkal v Istanbulu s Titem, se kterým měl později velmi dobré vztahy.[zdroj?] Budoucí jugoslávský maršál se také zasloužil o to, aby Velebit byl přijat do komunistické strany.

## Za války
Během druhé světové války (v březnu 1942) se přidal k partyzánskému hnutí. Josip Broz Tito ho pověřoval různými úkoly, týkajícími se kontaktu partyzánů se Spojenci (od června 1943 byl hlavní osobou, zmocněnou pro diplomatické úkoly). Účastnil se také tzv. březnových rozhovorů, během kterých partyzáni vyjednávali s Němci o některých podmínkách bojů, mezi které patřila např. výměna zajatců.
Kromě toho se také věnoval organizaci vojenských soudů v řadách partyzánů. Po smrti Loly Ribara převzal jeho funkce. V partyzánské armádě nakonec dosáhl hodnosti generálmajora.

## Po válce
Po skončení konfliktu, když se komunisté chopili moci, se stal náměstkem jugoslávského ministra zahraničí (Stanoje Simiće). Vedl rozhovory v souvislosti s tzv. "Terstskou krizí", tedy hraničního sporu mezi Jugoslávií a Itálií. Byl hlavním vyjednavačem tzv. Memoranda o porozumění, ve kterém byla stanovena budoucí hraniční čára mezi oběma zeměmi ve sporné oblasti.
Roku 1948, během roztržky mezi Jugoslávií a Sovětským svazem, ho Sověti označili za špiona Velké Británie. Velebit tak byl nucen na svoji funkci rezignovat. Tato obvinění byla ještě několikrát zopakována přímo Stalinem[zdroj?], a to i poté, co Velebit přestal pracovat v jugoslávských diplomatických službách a své aktivity přesměroval jinam – vedl výbor pro turistiku a pohostinství.
Na počátku 50. let zastupoval Jugoslávii v Itálii a Velké Británii jako velvyslanec. Připravil první Titovu zahraniční cestu na západ (v roce 1953 do Londýna).
V 60. letech (1960–1967) se stal výkonným tajemníkem. Evropské hospodářské komise OSN. Také se zabýval řešením politické krizi na Blízkém východě. Když v roce 1967 opustil aktivní diplomatickou službu, byl jak v Jugoslávii, tak i v mezinárodním prostředí znám jako zkušený diplomat.
Na počátku 90. let během rozpadu Jugoslávie a na začátku jugoslávských válek se Velebit kvůli nacionalistickým hrozbám přestěhoval z Londýna do Záhřebu. Po návratu trávil svůj čas mezi Záhřebem a Mali Lošinjem.
V roce 1992 byl Velebit přispěvatelem do dokumentárního seriálu Radio-televizija Srbije s názvem Jugoslávie ve válce 1941-1945.
Během důchodu napsal dvě knihy Sećanja (Vzpomínky) z roku 1983 a Tajne i zamke Drugog svetskog rata (Tajemství a pasti druhé světové války) z roku 2002.
Zemřel 29. srpna 2004 v Záhřebu. Pohřben byl 3. září na hřbitově Mirogoj.
Jeho manželka byla Chorvatka Vera Becić, dcera chorvatského malíře Vladimira Beciće. Měli dva syny: Vladimíra a Dušana.